# Юйцзюлюй Поломень
Юйцзюлюй Поломень (кит.: Yujiulü Poluomen; д/н — 525) — 13-й жужанський каган у 521—524 роках.

## Життєпис
Онук кагана Нагая, ім'я батька невідоме. Про молоді роки обмаль відомостей. 520 року з початком боротьби за владу між каганом Анагуєм і Ціліфа Шифою втрутився у суперечку. Невдовзі Анагуй втік до імперії Вей. Поломень продовжив боротьбу з Ціліфою, якого зрештою переміг 521 року. Оголосив себе каганом під ім'ям Міоукешедзю-каган (Тихий каган).
Вейський двір відправив посла Цзюйжіня, який повинен був дізнатися наміри Поломеня і закликати його прийняти Анагуя. Поломень не став розмовляти з послом, який відмовився віддати йому шану як каганові. За послом було встановлено стеження, а каган звелів передати, що Анагуй може повернутися. Але той запідозрів намір Поломеня його вбити, тому відмовився.
Незабаром в каганаті знову почалися заворушення, викликані повстанням родичів Ціліфа Шифи. Цим скористалася держава Гаоцзюй, атакувавши жужанів. Каган був змушений перенести ставку до Лянчжоу (центральне Ганьсу) і просив прийняти його в вейське підданство. Невдовзі почалася боротьба між родами жужанів, а Поломень втратив фактичну владу. Цим скористався Анагуй, що 522 року захопив східні землі каганату, де навів порядок.
Поломень зі своїми воїнами відступив до держави ефталітів, від яких сподівався отримати допомогу. Але 524 року був арештований власним оточенням, а потім перевезений до вейської столиці Лоян. Тут мешкав під вартою у палаці Лонананьгуань, де помер в 525 році. Посмертно названий Гуанму-гуном.